# Liste des navires de la marine brésilienne
Voici la liste des navires de la Marine militaire brésilienne en service en 2019 ou à venir.

## Porte-avions
Classe Clemenceau:

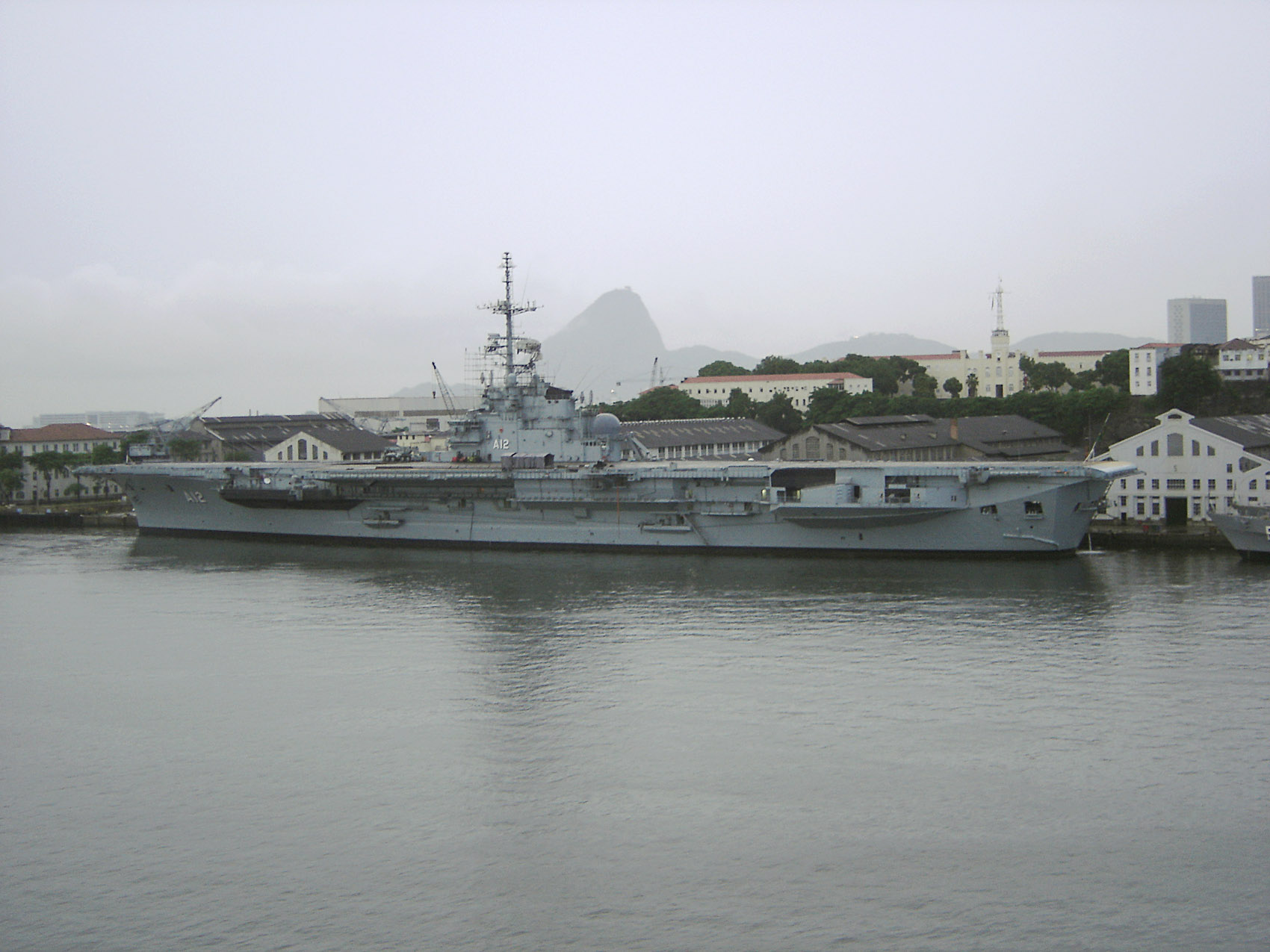
Datant de près d'un demi-siècle, le São Paulo accuse son âge

- São Paulo (A-12), ex Foch de la Marine nationale française retiré du service en 2017, coulé en 2023.

## Porte-hélicoptères
- PHM Atlântico (A-140)

## Frégates
Classe Niterói (en) :
- Niterói (F-40)[1]
- Defensora (F-41)[1]
- Constituição (F-42)[1]
- Liberal (F-43)[1]
- Independência (F-44)[1]
- União (-F45)[1]

Type 22 : 

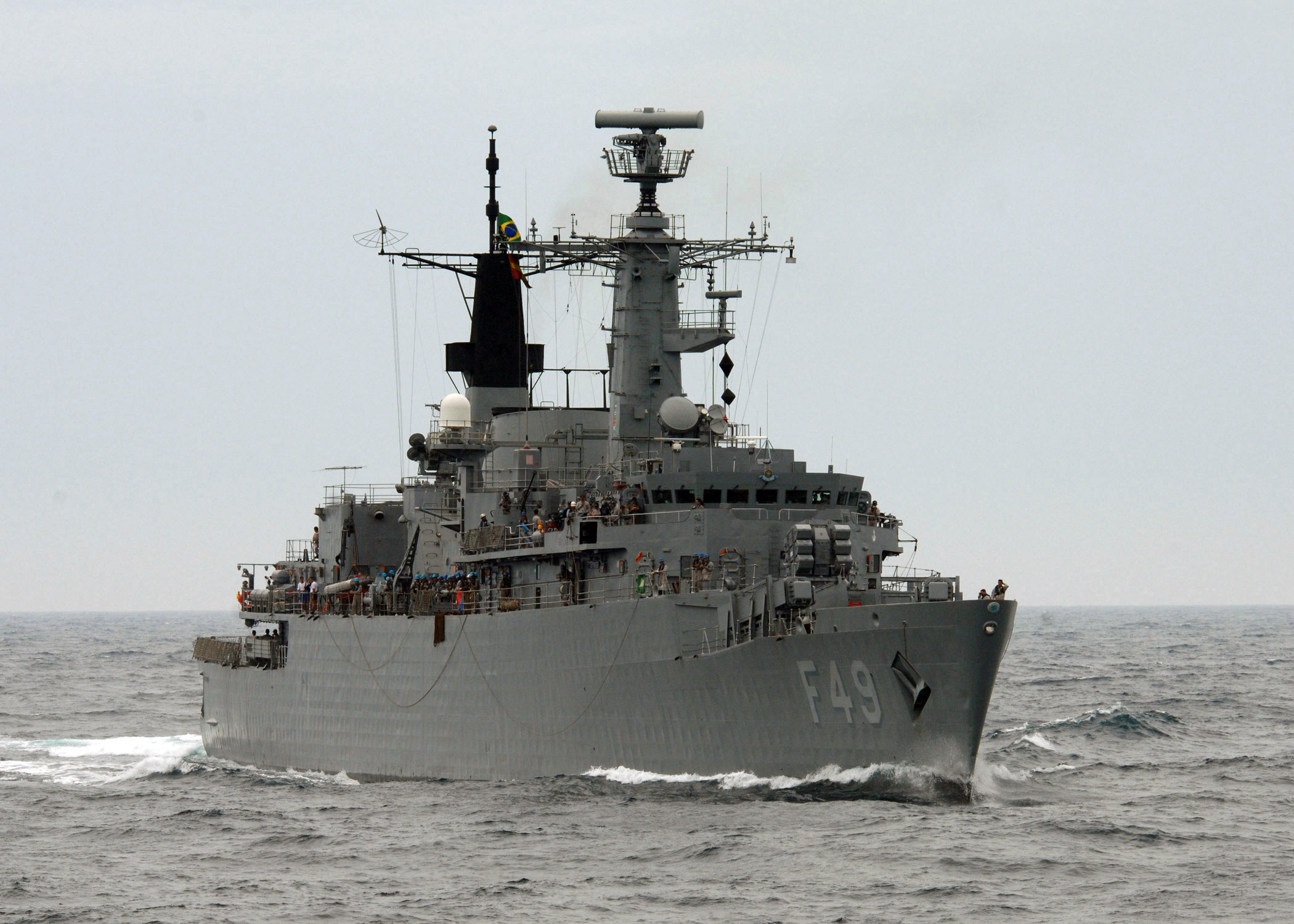
La Rademaker dans l'océan Atlantique au cours de l'exercice UNITAS (22 octobre 2005)

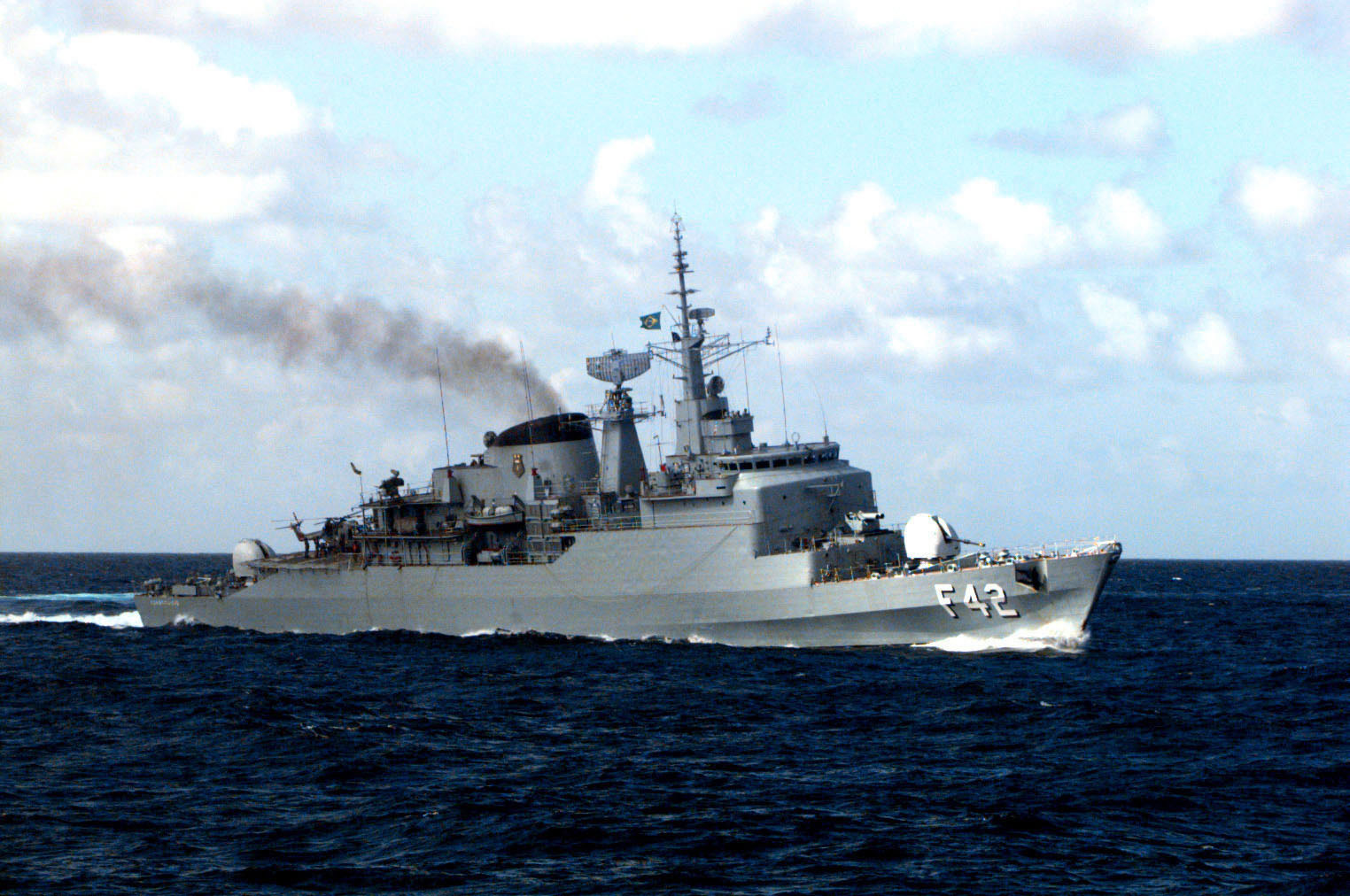
La Constituição dans l'océan Atlantique au cours de l'exercice UNITAS (15 juillet 1996)

- Greenhalgh (F-46, ex-HMS Broadsword) [2]
- Dodsworth (F-47, ex-HMS Brilliant)[3]
- Bosisio (F-48, ex-HMS Brazen)[2]
- Rademaker (F-49, ex-HMS Battleaxe)[2]

## Corvettes

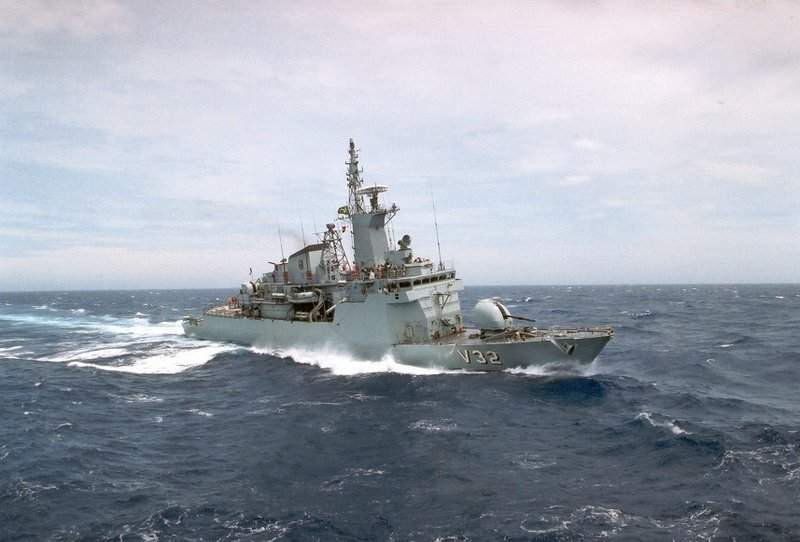
La corvette Júlio de Noronha de classe Inhaúma, de fabrication brésilienne

Classe Inhaúma (en) :
- Inhaúma (V-30)[1]
- Jaceguai (V-31)[1]
- Júlio de Noronha (V-32)[1]
- Frontim (V-33)[1]

Classe Barroso (de) :
- Barroso (V-34)

Classe Tamandaré (en)  :
- Tamandaré (V-35)
- Jerônimo de Albuquerque (V-36)
- Cunha Mareira (V-37)
- Mariz e Barros (V-38)

## Sous-marins

### Propulsion Diesel-électrique
Classe Tupi:
- Tupi (S-30)
- Tamoio (S-31)
- Timbira (S-32)
- Tapajó (S-33)
- Tikuna (S-34) (version modifiée de la classe Tupi désignée « classe Tikuna »)[5]

Classe Scorpène:
- Riachuelo (S-40)
- Humaitá (S-41)
- Tonelero (S-42)
- Angostura (S-43)

### Propulsion nucléaire
- SN Álvaro Alberto (SN-10) : Sous-marin nucléaire (en construction)

## Dragueurs de mines
Classe Aratu:
- Aratu (M-15)
- Anhatomirim (M-16)
- Atalaia (M-17)
- Araçatuba (M-18)
- Abrolhos (M-19)
- Albardão (M-20)

## Navire d'assaut amphibie
Classe Newport :
- NDCC Mattoso Maia (G-28), ex-USS Cayuga (LST-1186)

Classe Round Table :
- NDCC Almirante Saboia (G-25), ex-RFA Sir Bedivere (L3004)
- NDCC Garcia d'Avila (G-29), ex-RFA Sir Galahad (L3005)

Classe Ceará:
- NDD Ceará (G-30)
- NDD Rio de Janeiro (G-31)

Classe Foudre :
- NDM Bahia, ex TCD Siroco de la Marine nationale française

## Patrouilleurs-dragueurs de mines

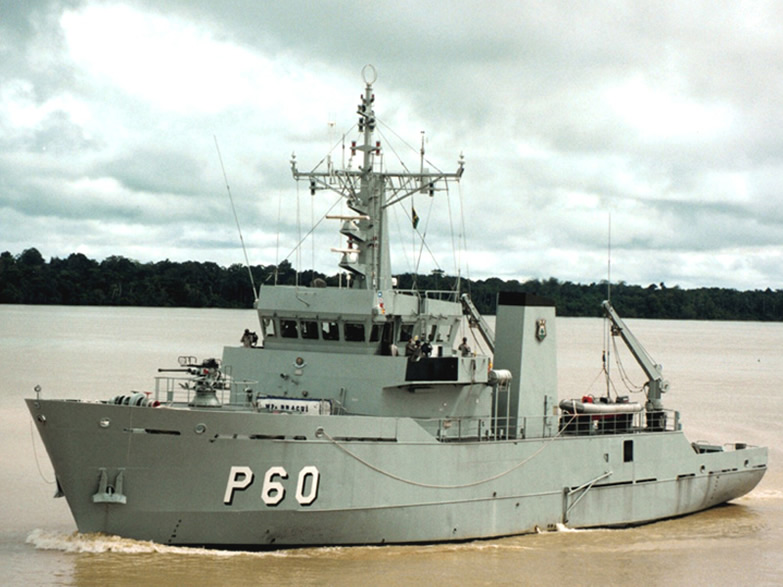
Le patrouilleur-dragueur de mines Bracuí

Classe Bracuí :
- Bracuí (P-60) (pt)
- Benevente (P-61) (pt)
- Bocaina (P-62) (pt)
- Babitonga (P-63) (pt)

## Patrouilleurs

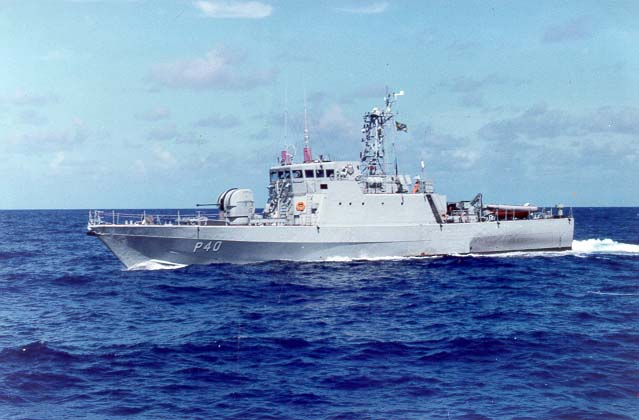
Le patrouilleur Grajaú

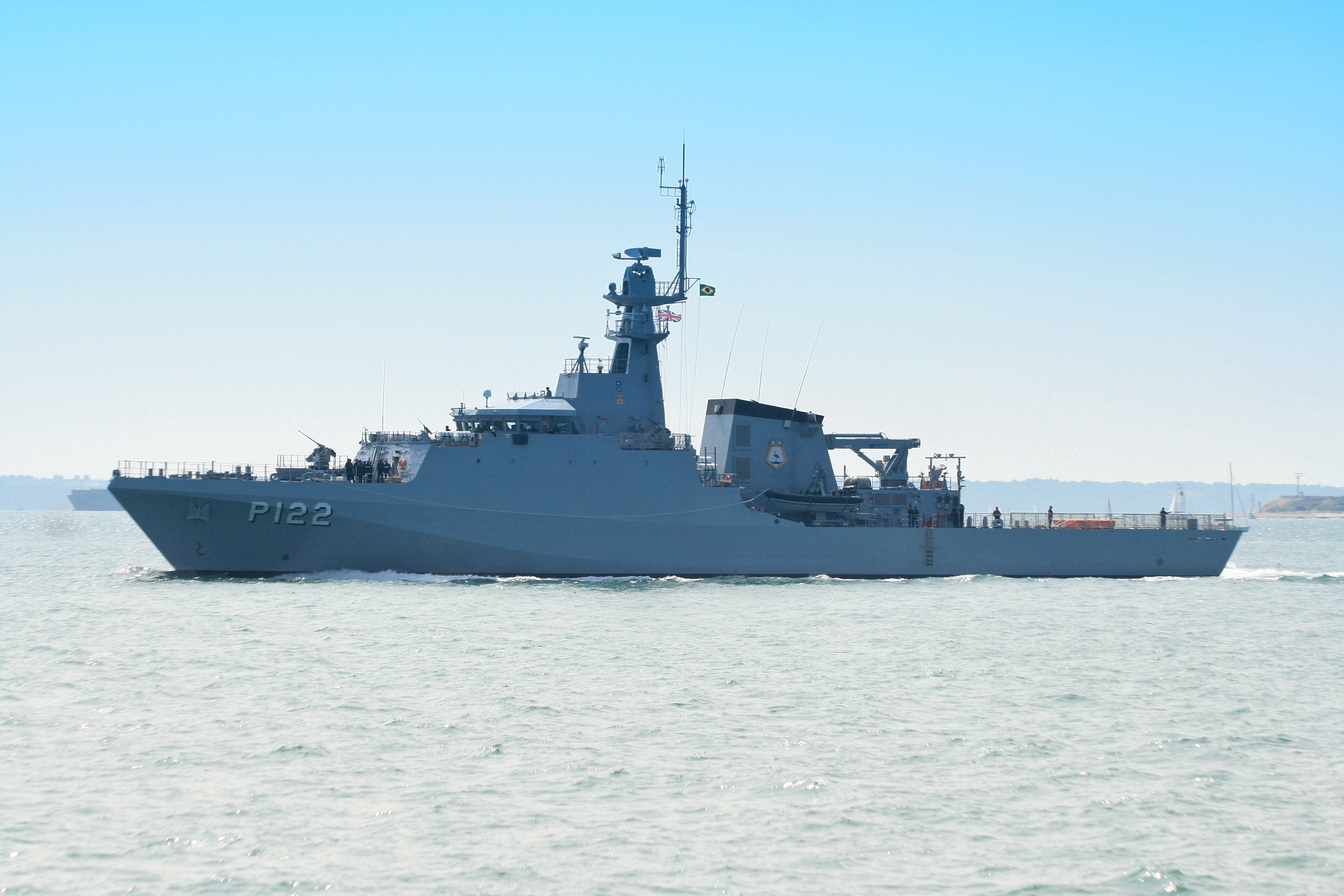
Le patrouilleur Araguari

Classe Imperial Marinheiro:
- Imperial Marinheiro (V15)
- Cabocio (V19)

Classe Grajaú:
- Grajaú (P-40)
- Guaiba (P-41)
- Graúna (P-42)
- Goiana (P-43)
- Guajará (P-44)
- Guaporé (P-45)
- Gurupá (P-46)
- Gurupi (P-47)
- Guanabara (P-48)
- Guarujá (P-49)
- Guaratuba (P-50)
- Gravatai (P-51)

Classe Amazonas:
- Amazonas (P-120)
- Apa (P-121)
- Araguari (P-122)

Classe Piratini:
- Piratini (P-10)
- Pijará (P-11)
- Pampeiro (P-12)
- Parati (P-13)
- Penedo (P-14)
- Poti (P-15)

## Vedettes fluviales
Classe Romaima:
- Roraima (P-30)
- Rondónia (P-31)
- Amapá (P-32)

Classe Pedro Teixeira:
- Pedro Teixeira (P-20)
- Raposo Tavares (P-21)

## Bâtiments auxiliaires

### Navires-écoles
- Cisne Branco (U-20)
- Brasil (U-27)

### Navire océanographique ou hydrographique
Direction de l'hydrographie et de la navigation (Brésil) :
- NPo Almirante Maximiano (H-41)
- NOc Antares (H-40)
- NPqHo Vital de Oliveira (H-39)
- NHo Cruzeiro do Sul (H-38)
- Classe Amorim do Valle :
  - NHo Garnier Sampaio (H-37)
  - NHo Taurus (H-36)
  - NHo Amorim do Valle (H-35)
- NHi Sirius (H-21)

Bateau-phare :
- NHF Almirante Graça Aranha (H-34)

### Pétroliers-ravitailleurs
Classe Alte. Gastão Motta:
- Alte. Gastão Motta (G-23)

Classe Marajó:
- Marajó (G-27)

Classe Potengi:
- Potengi (G-17)

### Navire de sauvetage de sous-marin
- Felinto Perry (K-11)

### Transporteur de troupe
Classe Custódio de Mello:
- Ary Parreiras (G-21)

### Navire auxiliaire
Classe Pará:
- Pará (U-15)

### Remorqueurs
Classe Triunfo:
- Tritão (R-21)
- Tridente (R-22)
- Triunfo (R-23)

Classe Alte. Guilhem:
- Alte. Guilhem (R-24)
- Alte. Guillobel (R-25)

Classe Trindade:
- Trindade (R-26)

### Navire de défense côtière
Classe Parnaíba:
- Parnaíba (U-17)

### Navires-hôpitaux
Classe Dr Montenegro:
- Dr Montenegro (U-16)
- Oswaldo Cruz (U-18)
- Carlos Chagas (U-19)

### Brise-glace
Classe Ary Rongel:
- NApOc Barão de Teffé (H-42) (en)
- NApOc Ary Rongel (H-44)
- David (H27)
- Marinheiro d'agua doce (H30)

### Baliseur
- NB Comandante Varella (H-18) (pt)
- NB Tenente Castelo (H-19)
- NB Comandante Manhães (H-20)
- NB Tenente Boanerges (H-25)
- NB Faroleiro Mario Seixas (H-26)